# Full Moon Party
Pour les articles homonymes, voir Full Moon.
La Full Moon Party (de l'anglais, litt. « fête de la pleine lune », transcrit phonétiquement de l'anglais en thaï : ฟูลมูนปาร์ตี้) est une fête de plage organisée durant une nuit de pleine lune à Ko Pha Ngan, en Thaïlande.

## Histoire

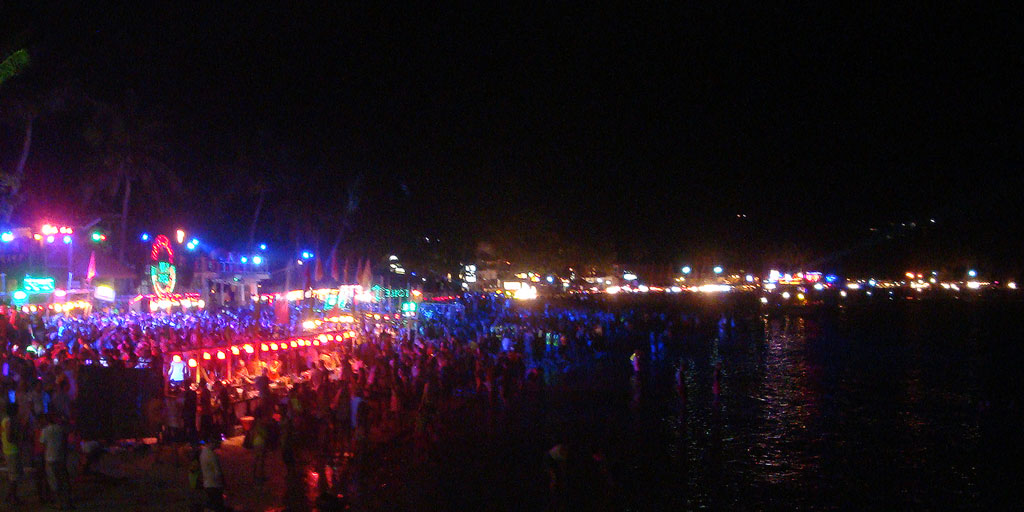
Full Moon Party de 2015.

Une Full Moon Party touristique se déroule depuis le milieu des années 1980 en Thaïlande, sur la plage de la péninsule de Haad Rin (en), à la pointe de l'île de Ko Pha Ngan (golfe de Thaïlande).
La première Full Moon Party aurait été improvisé dans un Paradise Bungalows sur la plage en 1983 en guise de remerciement à environ 20-30 voyageurs, bien que l'exactitude de cette information soit contestée, tout comme la date de l'événement original. Les parties ont gagné en notoriété grâce au bouche à oreille, et l'événement attire aujourd'hui une foule de 5 000 à 30 000 personnes à chaque pleine lune,. Recommandée aux amateurs de musique électronique (house, drum and bass, psytrance, Goa, etc.), on peut trouver aussi beaucoup d'autres styles comme le RnB contemporain et le reggae.
Cette fête trouverait son origine dans une fête traditionnelle nommée la Fête de la lune : « Une nuit de la pleine lune de juillet/août, deux mois avant la récolte du riz, on se réunit au bord de l'eau avec des lanternes que l'on fait s'envoler ou glisser sur l'eau ; puis assis en tailleur avec dans le creux de la main une poignée de riz nouveau, jeune et parfumé, décortiqué, en flocons, on invoque la déesse-lune avec des prières bouddhistes tout en avalant des pincées de flocons de ce riz mélangé à de la noix de coco râpée. Ce premier riz (...) est délicieux, rare, et te garde ta jeunesse, ta santé, et il t'ouvre le chemin du bonheur. »
Le gouvernement militaire au pouvoir interdit fin 2014 toutes les fêtes, à l'exception de la Full Moon Party. Un colonel de police résume l'attitude du gouvernement en déclarant : « Le genre de touriste qui vient ici pour boire trop et se droguer n'est pas le type de touriste dont souhaite la Thaïlande. » L'interdiction n'a peut-être pas été respectée par les autorités locales, car le 5 avril 2015, toutes les fêtes, à l'exception de la Full Moon Party, sont de nouveau interdites sur Ko Pha-ngan. Cette décision est prise par le chef de district, Krirkkrai Songthani, à la suite d'une réunion avec les dirigeants locaux, le 3 avril, pour discuter des plaintes des résidents concernant la pollution sonore causée par les diverses grandes fêtes qui ont lieu jusqu'à 25 fois par mois. Cependant, ces interdictions sont de courte durée et deviennent caduques une fois qu'elles ont rempli leur objectif. En 2015, la police y attendait 30 000 personnes, principalement des touristes étrangers.
L'objectif politique déclaré étant d'attirer des touristes de classe supérieure (plus riches), on ne sait pas combien de temps encore la Full Moon Party sera autorisée à se poursuivre. D'ores et déjà, la page web de la Tourism Authority of Thailand (TAT) pour Ko Pha-ngan ne mentionne que très peu la Full Moon Party.
En 2020, l'événement est annulé en raison de la pandémie de Covid-19. Les fêtes reprennent le 16 avril 2022 avec l'assouplissement des restrictions par le gouvernement.

## Problèmes de sécurité

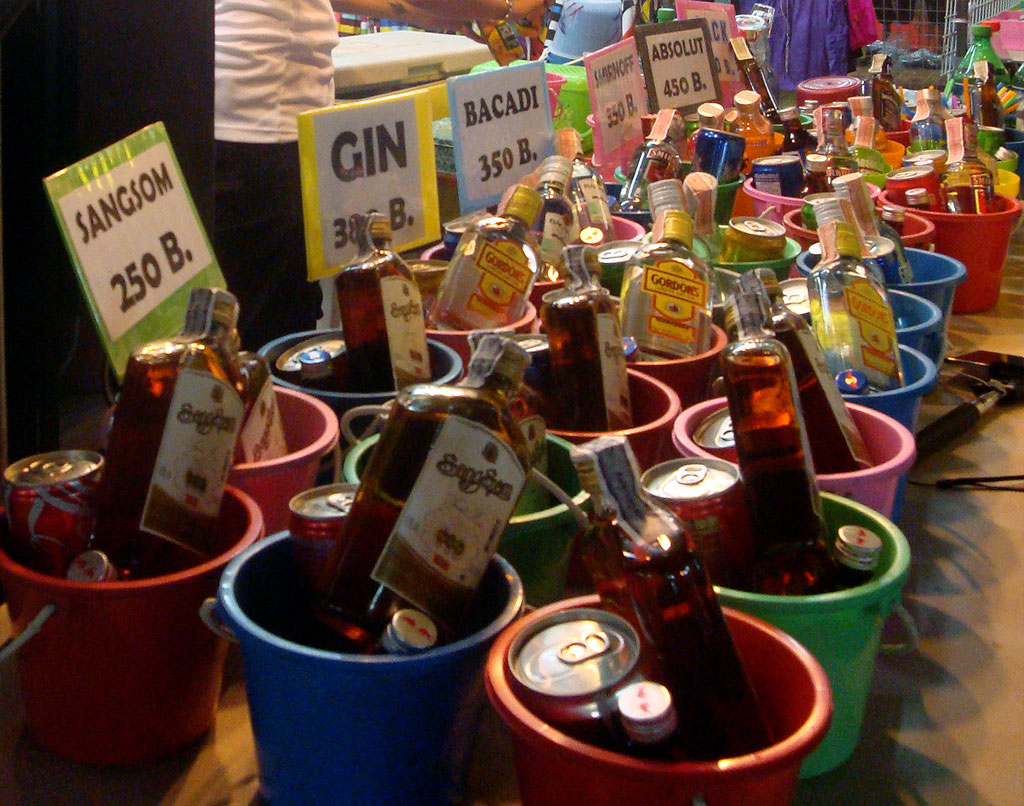
Vente de buckets à Ko Pha Ngan, mars 2015.

Avec le temps, les Full Moon Parties ont attiré de plus en plus de monde, ce qui provoqua une augmentation du trafic de drogues. Depuis le début des années 2010, un certain nombre d'agressions et de vols ont eu lieu lors de la fête et dans les bars des environs, ce qui a conduit le gouvernement britannique à recommander officiellement aux touristes de faire preuve de prudence lors des Full Moon Parties. Il arrive également que des cambriolages aient lieu dans les bungalows des hôtels pendant que les fêtards ne sont pas dans leur chambre.
L'accès à la plage est payant (tout comme certains parcs nationaux). Il sert au nettoyage. Ceux qui habitent les hôtels en bord de plage ne paient pas toujours car parfois l'hôtel inclut la taxe.
Pendant la Full Moon Party, en général sur Haad Rin, la façon la plus courante de consommer de l'alcool est le « bucket », généralement une bouteille d'alcool, une ou plusieurs canettes de soda et des pailles, le tout vendu dans un seau. Attention à bien vérifier que la bouteille n'a pas été ouverte auparavant (vérifier le sceau au niveau du bouchon) car il arrive que certains vendeurs peu scrupuleux remplacent le contenu de la bouteille par de l'alcool moins cher, voire d'autres produits parfois dangereux.

## Culture populaire
Une Full Moon Party figure dans les films américains La Plage (2000), Last Stop for Paul (en) (2006), le film thaïlandais Hormones (en) (2008), ainsi que dans Pattaya, film français de Franck Gastambide (2016).